# Astragalus arrectus
Astragalus arrectus är en ärtväxtart som beskrevs av Asa Gray. Astragalus arrectus ingår i släktet vedlar, och familjen ärtväxter. Inga underarter finns listade i Catalogue of Life.